# Álvaro de Luna y Ayala
Álvaro de Luna y Ayala, llamado "el de las grandes fuerzas" (c.1440?[cita requerida]-5 de febrero de 1519), fue un noble y militar castellano, titulado II Señor de Fuentidueña, destacado por su participación en la Guerra de Granada.

## Orígenes familiares
Álvaro de Luna y Ayala, copero mayor del rey y caballero de la Orden de Santiago, fue hijo de Pedro de Luna y Manuel, I Señor de Fuentidueña, hijo del célebre Álvaro de Luna, condestable de Castilla, y de su mujer Elvira de Ayala y Herrera, hija de Pedro García de Herrera y Rojas, señor de Ampudia, y de María de Ayala y Sarmiento, señora de Ayala.

## Biografía
En 1483, participó en la conquista de la fortaleza de Tájara. En esta acción se distinguieron notablemente el Gran Capitán, Álvaro de Luna y Ayala y el cordobés Diego de Cárcamo, primo del Gran Capitán. Al año siguiente participó en la toma de Álora.
En 1486, tras la capitulación de Loja, los cristianos tomaron posesión del pueblo. Tan sólo transcurridos seis días después de la reconquista, los Reyes Católicos le nombraron alcaide de la fortaleza de Loja más la de Canillas de Aceituno, ambas dotadas con 310 000 maravedís de salario.
En la zona de Huétor Tájar fueron muy importantes las concesiones o mercedes dadas a Álvaro de Luna y Ayala, quien fue nombrado alcaide de la Torre de Huétor, además de recibir 400 fanegas de tierra en sus inmediaciones. Una vez propietario de la torre y alquería de Huétor con sus tierras colindantes, realizó contratos de capitulación y vecindad sobre la población mudéjar de dicho lugar, con los pechos y tributos que habían de pagar.
En 1494, falleció su padre, Pedro de Luna y Manuel, a quién sucedió al frente del Señorío de Fuentidueña.
En 1500, los Reyes Católicos le nombraron "capitán de los continuos hombres de armas que residen en nuestra corte", puesto que mantuvo hasta su muerte, cuando le sucedió su segundogénito Álvaro de Luna y Bobadilla, V Señor de Fuentidueña, que sería castellano de Milán y Gobernador del Milanesado y a quien debemos la publicación de la "Crónica de don Álvaro de Luna, condestable de los reinos de Castilla y León". Se sucedieron diversos miembros de la familia de Luna, Antonio de Luna y Valois, V Señor de Fuentidueña (mediado el siglo XVI), su hijo Álvaro de Luna y Sarmiento (h.1568) y su nieto Antonio de Luna y Enríquez de Almansa a final de siglo XVI.
En 1504, queriendo ampliar su señorío, convino con Antonio Franco la compra de la mitad de Cuevas de Provanco por 670 000 maravedís, entregándole un collar de oro valorado en 106 250; pero muerto al poco tiempo el vendedor, su mujer doña Isabel de Guzmán, a quien pertenecía la villa, y el conde de Miranda, dueño de la otra mitad, hicieron que cediera a este por el precio pactado los derechos adquiridos, quedando toda la villa de Cuevas de Provanco en poder del conde de Miranda.
En 1505, renunció a la alcaldía de la fortaleza de Loja en su hijo primogénito, don Pedro de Luna y Bobadilla, que a su muerte le sucedería como III Señor de Fuentidueña.
En 1512, se hizo con la alcaidía de la fortaleza de Guadix, con los 195 000 maravedís de salario que importaba y que a su muerte, pasaría a manos de su hijo Álvaro de Luna y Bobadilla, que sería V Señor de Fuentidueña debido a la muerte sin herederos del sucesor de su hermano mayor.

## Muerte y sepultura
Álvaro de Luna y Ayala falleció el 5 de febrero de 1519 y probablemente recibió sepultura en el convento de San Francisco de Fuentidueña.

## Matrimonio e hijos
Álvaro de Luna y Ayala contrajo matrimonio con Isabel de Bobadilla y Maldonado, dama de Isabel la Católica, hija de Pedro de Bobadilla y de María de Maldonado, y por tanto hermana de Francisco de Bobadilla, maestresala de los Reyes Católicos, y de la famosa I marquesa de Moya Beatriz de Bobadilla. El matrimonio de Álvaro de Luna e Isabel de Bobadilla tuvo varios hijos:
1. Pedro de Luna y Bobadilla, III señor de Fuentidueña;
2. Álvaro de Luna y Bobadilla, V señor de Fuentidueña;
3. Juan de Luna y Bobadilla, padre de Álvaro de Luna, llamado el Gordo, y de Juan de Luna, castellano del castillo de Tortona en el Milanesado;
4. Antonio de Luna y Bobadilla, casado con Teresa de Castilla;
5. María de Luna y Bobadilla, dama de Isabel la Católica, casada con García Fernández Manrique, III conde de Osorno.
6. Aldonza de Luna y Bobadilla, monja.

| Predecesor: Pedro de Luna y Manuel | Señor de Fuentidueña 1494-1519 | Sucesor: Pedro de Luna y Bobadilla |